# Coelinidea depressa
Coelinidea depressa är en stekelart som först beskrevs av Herrich-Schäffer 1838.  Coelinidea depressa ingår i släktet Coelinidea och familjen bracksteklar. Inga underarter finns listade i Catalogue of Life.